# Cetano
Cetano é um hidrocarboneto parafínico (alcano) de fórmula química CH3(CH2)14CH3 (C16H34) usado como padrão na avaliação das propriedades ignitoras do diesel (o número de cetano).